# Javanacris
Javanacris is een geslacht van rechtvleugeligen uit de familie veldsprinkhanen (Acrididae). De wetenschappelijke naam van dit geslacht is voor het eerst geldig gepubliceerd in 1955 door Willemse.

## Soorten
Het geslacht Javanacris  is monotypisch en omvat slechts de volgende soort:
- Javanacris montana (Willemse, 1955)